# Tre män i en båt
Tre män i en båt (originaltitel: Three Men in a Boat (To Say Nothing of the Dog)) är en humoristisk kortroman skriven 1889 av Jerome K. Jerome. Bokens berättelse utspelar sig i det viktorianska England och handlar om hur J. (eg. Jerome), som också är berättaren, och hans vänner George och Harris, hyr en båt för att åka längs med floden Themsen. Med på båten är också Jeromes hund Montmorency. I berättelsen råkar männen ut för en rad komiska missöden.
Efter succén med Tre män i en båt skrev Jerome K. Jerome en uppföljare med titeln Tre män på velociped, som utgavs år 1900. Den handlar om en cykelresa i Tyskland.
En TV-serie baserad på romanen, delvis animerad, visades på SVT 1972 med Ernst-Hugo Järegård i rollerna.